# Dudule (géant)

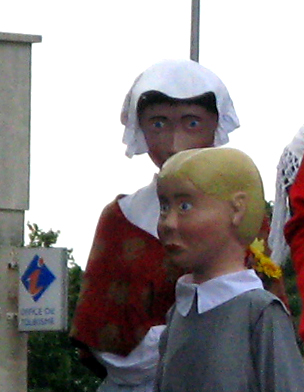
Dudule, avec sa "mère" Armandine.

Dudule est un géant de processions et de cortèges inauguré en 1934 et symbolisant la ville de Ham (Somme), en France.

## Caractéristiques
Son nom correspond à la déformation locale, picardisante, du prénom « Théodule ».
Le géant, représentant un enfant blond, habillé d'un tablier d'écolier, en est à sa deuxième version, mise en service en 2007. D'une hauteur de 3,00 m et d'un poids de 45 kg, il nécessite un seul porteur. Le diamètre du panier est de 0,95 m à la base.
Dudule est très généralement accompagné de ses "parents", Tchout Jaques et Armandine.

## Pour approfondir